# Dowleswaram
Dowleswaram é uma vila no distrito de East Godavari, no estado indiano de Andhra Pradesh.

## Demografia
Segundo o censo de 2001, Dowleswaram tinha uma população de 37 222 habitantes. Os indivíduos do sexo masculino constituem 50% da população e os do sexo feminino 50%. Dowleswaram tem uma taxa de literacia de 66%, superior à média nacional de 59,5%: a literacia no sexo masculino é de 69% e de 63% entre mulheres. Em Dowleswaram, 13% da população está abaixo dos 6 anos de idade.